# Хант, Лесли
Лесли Хант (англ. Lesley Hunt; род. 29 мая 1950, Перт) — австралийская теннисистка. Обладательница Кубка Федерации (1970) в составе сборной Австралии, финалистка Открытого чемпионата Австралии в женском парном разряде (1971), победительница одного турнира WTA в парном разряде.

## Биография
Родилась в Перте в спортивной семье: мать и отец играли в теннис в местном клубе, и все шестеро детей в семье также учились играть в теннис на травяных кортах. В 1964 году, в возрасте 14 лет, выиграла чемпионат Западной Австралии как среди девушек, так и среди женщин. В 1967 и 1968 годах становилась чемпионкой Австралии среди девушек, в 1968 году также выиграла Открытые чемпионаты Франции и США среди девушек и дошла до финала пригласительного турнира девушек на Уимблдонском турнире.
С 1967 по 1979 год постоянно входила в шестёрку сильнейших теннисисток Австралии. В 1974 году поднялась в национальном рейтинге до 3-го места, а в мировом, составляемом газетой Daily Telegraph, — до 7-го. Дважды выступала за сборную Австралии в Кубке Федерации — главном турнире женских национальных теннисных сборных — и завоевала с ней этот трофей в декабре 1970 года (формально считается сезоном 1971 года). В 1971 году дошла до финала Открытого чемпионата Австралии в женском парном разряде, в том же году стала полуфиналисткой в одиночном разряде. В 1977 году выиграла Открытый чемпионат Швейцарии в одиночном разряде, была также финалисткой Открытых чемпионатов Италии и Канады (в обоих случаях проиграла Миме Яушовец). Завоевала многочисленные титулы в парном разряде, в том числе в паре с Ивонн Гулагонг выигрывала чемпионат США на хардовых и грунтовых кортах. В Открытых чемпионатах Франции и США в женском парном разряде доходила до полуфинала.
В 1993 году имя Лесли Хант включено в списки Зала чемпионов Западной Австралии.

## Финалы турниров Большого шлема за карьеру

### Парный разряд (0-1)
| Результат | Год  | Турнир                       | Покрытие | Партнёрша      | Соперницы в финале           | Счёт в финале |
| --------- | ---- | ---------------------------- | -------- | -------------- | ---------------------------- | ------------- |
| Поражение | 1971 | Открытый чемпионат Австралии | Трава    | Джилл Эммерсон | Ивонн Гулагонг Маргарет Корт | 0-6 0-6       |

## Финалы Кубка Федерации (1-0)
| Результат | Год  | Место проведения | Покрытие | Команда                                 | Соперницы в финале                             | Счёт |
| --------- | ---- | ---------------- | -------- | --------------------------------------- | ---------------------------------------------- | ---- |
| Победа    | 1970 | Перт, Австралия  | Трава    | Австралия И. Гулагонг, М. Корт, Л. Хант | Великобритания В. Уэйд, Э. Хейдон-Джонс, В. Шо | 3:0  |